# José Gregorio Diaz Mirabal
José Gregorio Diaz Mirabal, est un leader amérindien, membre du peuple Wakuenai Kurripaco (une ethnie amazonienne transfrontalière, répartie entre le Venezuela, le Brésil et la Colombie), né au Venezuela, élu pour deux ans coordonnateur de la  Coordination des organisations autochtones du bassin amazonien (COICA, basée à Quito en Équateur), congrès qui représentait (en 2012) 511 communautés de peuples autochtones amazoniens, dont 66 tribus isolées (volontairement pour certaines), vivant dans neuf pays amazoniens, soit 3 à 4 millions de personnes selon les sources,.

Tout comme Raoni Metuktire (l'un des chefs du peuple kayapo), José Gregorio Diaz Mirabal s'est fait porte-parole de nombreux autochtones amérindiens, se consacrant à la protection de la forêt amazonienne, y compris en tant que puits de carbone, ainsi qu'à la reconnaissance des droits des peuples autochtones et de leurs savoirs traditionnels, alors que ces peuples doivent faire face à des actes de violence et de racisme, souvent associés aux avancées des infrastructures, de l'orpaillage illégal, de l'industrie extractive, des éleveurs et de l'agriculture du soja, des feux de forêt qui détruisent les territoires et ressources des populations autochtones, également mises à mal récemment par la pandémie de COVID-19. Mirabal dit avoir conscience que les peuples autochtones sont « un obstacle pour les gouvernements et les multinationales », et il dénonce la criminalité qui sévit dans certains pays à l'encontre notamment de leaders écologistes assassinés ou, pour ceux qui ont plus de chance, emprisonnés.

« Le jour où les peuples autochtones disparaîtront, l'Amazonie disparaîtra également » ; cette phrase de Gregorio Díaz Mirabal a été sélectionnée comme étant l'une des 12 phrases les plus impressionnantes retenues par le média Mongabay Latam parmi les centaines de témoignages qu'il a enregistrés en 2020.

## Éléments de biographie
José Gregorio Diaz Mirabal est né au Vénézuéla où les membres de l'ethnie Baniwa-Curripaco-Wakuenai forment des groupes patrilinéaires vivant dans la région du Río Negro supérieur. Ils parlent le baniwa de l'Içana (ou baniwa de l'Içana-kurripako, curripaco), une langue de la famille linguistique arawakienne.
Les amérindiens Wakuenai Kurripaco (ou Wakuénai Curripaco) du Brésil ont été pour la plupart convertis au protestantisme évangélique importé par une vague de migrants brésiliens à partir des années 1950, mais il resterait encore quelques communautés non converties à l'évangélisme.

## Prises de paroles à l'international
À la manière de Raoni, Mirabal, au nom de la COICA parcourt le monde pour défendre la forêt et ses habitants, y compris les « peuples autochtones qui ont choisi de vivre isolés, ont décidé de ne pas découvrir ce monde, mais dont le territoire disparaît chaque jour avec l'invasion des bûcherons ».

### Protection du climat planétaire et de la biodiversité amazonienne
Mi-septembre 2018, Mirabal était présent, invité par le gouvernement de l'État de Californie à San Francisco, au sommet Global Climate Action Summit qui visait à encourager « la participation des gouvernements locaux à la lutte contre le changement climatique ».
« Nous devons penser l'Amazonie vivante pour tout le monde » ...alors que les habitants des pays développés vivent dans une bulle et se fichent du fait qu'« ils brûlent la planète, polluent les rivières, les animaux disparaissent » ; les lois n'y sont pas respectées, et ce sont les peuples autochtones qui voient leurs droits bafoués dans les neuf pays de la région, y compris dans ceux qui les prévoyaient dans la loi ou la constitution, comme au Vénézuela.
« Je ne sais pas quoi faire pour sensibiliser ces gens » regrette-t-il, soulignant que les populations autochtones protègent un bien commun « quelque chose qui appartient à tout le monde » et que les êtres humains sont nourris et protégés par la nature quelle que soit leur origine. Des gens détruisent l'Amazonie « et nous, ses enfants, qui vivons avec la forêt, allons dans le monde et disons : s'il vous plaît, comprenez. Les gens devront-ils manquer d'air ou d'eau pour comprendre ? Nous parlons ici pour les animaux qui disparaissent et ne peuvent pas parler ».

### Appel à un plan de sauvegarde international de l'Amazonie
Des travaux scientifiques (2019) montrent que pour l'Amazonie brésilienne « la lutte pour la conservation est perdue, tant que les accords et les réglementations sont subvertis et contournés » ; le Président Bolsonaro participant au déni du réchauffement climatique, dont en déclarant lui-même que les données scientifiques et satellitales sont des mensonges ; 
José Gregorio Diaz Mirabal estime en outre que les gouvernements chinois et des États-Unis ont presque acheté l'Amazonie (via les engagements pétrolier, miniers et agricoles notamment, signés avec les pays amazoniens).
En outre, ajoute-t-il, la Banque mondiale, le Fonds monétaire international et la Banque de Chine ont déboursé des fonds pour aider principalement la Colombie, le Pérou, l'Équateur, la Bolivie pendant que les chinois aidaient le Venezuela. Dans ces accords, « les peuples indigènes n'ont pas d'importance. Les ressources arrivent pour faire face à la crise dans les villes, compromettant les ressources naturelles de l'Amazonie. (...) Le Pérou a des dettes envers la Chine et les États-Unis ; en Equateur c'est la même chose ; La Colombie de même, l et dans les autres pays c'est pareil. Nos pays sont également lourdement endettés envers les États-Unis, la Chine et la Russie, et ces dettes seront payées avec le pétrole et les ressources naturelles. Et où sont-ils ? Eh bien, en Amazonie. Mais les peuples s'organisent pour se défendre, car nous n'allons pas laisser l'Amazonie être détruite ».

### Covid-19
Les populations indigènes n'ont en général pas d'immunité face à la majorité des microbes pathogènes importées, et plus de 60 % de la forêt amazonienne est située au Brésil, dont le gouvernement semble être celui qui a le plus mal géré la pandémie (plus de 550 000 morts officiellement comptabilisé entre le 25 février 2020 et le 24 juillet 2021). 
 Alors que les autochtones devaient s'organiser eux-mêmes, en coordination avec le REPAM (Red Eclesial Pan Amazónica) pour compter leurs morts qui n'entraient généralement pas dans les statistiques nationales, et parfois en plaçant des communautés entières en « isolement volontaire », Mirabal et d'autres leaders de peuples autochtones, soutenu par Amnesty International ont lancé plusieurs appels urgents à une « aide humanitaire internationale ». Mirabal a à cette occasion alerté sur le rôle des exploitants miniers et forestiers illégaux qui, dans le contexte du confinement, peuvent agir en toute « impunité » et exposer plus encore les communautés à la contagion. Lui, et d'autres leaders autochtones reprochent aux gouvernements des 9 pays amazoniens (Brésil, Colombie, Pérou, Equateur, Venezuela, Bolivie, Surinam, Guyana, Guyane/France) d'avoir oublié les peuples autochtones face à la COVID-19, alors qu'en raison notamment de l'absence de structures socio-médicales, alors que ces populations sont particulièrement vulnérables au SARS-CoV-2. Ces appels ont alerté sur un risque d’«ethnocide » ; « Il n'y a pas de médecins dans nos communautés, il n'y a pas d'équipements de prévention face à cette pandémie (...). Il n'y a pas de soutien en matière alimentaire » alertait José Gregorio Diaz Mirabal au nom de la Coica lors d'une visio-conférence faite avec Amnesty International, ces leaders indigènes ont déploré le peu d’assistance et de considération que leur accordent les 9 gouvernements de la région. Seul le Pérou a publié un décret d'urgence sanitaire citant les peuples autochtones mais, ajoute Mirabal, sans inclure leurs organisations représentatives. En Colombie, à Leticia le gouvernements a militarisé la triple frontière (où le Pérou, la Colombie et le Brésil se jouxtent), ce qui n'a pas arrêté le virus car dans le même temps, les systèmes de santé étaient dépassés et manquaient de médicaments et de médecins. Cette zone, connue pour son trafic de drogue et de carburant, pour le travail informel, est devenue l'une des zones les plus touchées d'Amazonie par la COVID-19. Côté Brésil, l'épidémie a fait des ravages dans tout le pays, et du côté de la frontière entre la Colombie, l'Équateur et le Pérou, les amérindiens n'ont pu que constater que leurs fleuves étaient devenus des voies de contagion, de même plus tard à la frontière avec la Guyane. Le virus se joue des frontières entre le Brésil et le Venezuela et les Guyanes. Selon Mirabal, « l'un des principaux axes de la pandémie a été l'exploitation minière illégale au Brésil, en Colombie, au Pérou et en Équateur ; et les mineurs traversent les frontières ; tant de personnes ont transporté le virus par les rivières, par les avions. Il y a beaucoup d'étrangers dans la triple frontière et les communautés indigènes sont là ; bien sûr, elles ne peuvent qu'être infectées ».
En 2018, les présidents Jair Bolsonaro (Brésil), Duque (Colombie) et Lenin Moreno (Équateur) avaient à Leticia signé un pacte supposé protéger l'Amazonie, mais selon Mirabal, il ne s'est pas traduit dans les faits, en particulier lors de la pandémie : Les environ 3 millions d'autochtones (sur plus de 40 millions d'habitants des 9 pays d'Amazonie) n'avaient pas de médecins ni même de messages de prévention dans aucune de leurs langues. Après le 11 mars 2019 (déclaration de pandémie mondiale par l'OMS), sans aides des gouvernements, les communautés autochtones ont déclaré elles-mêmes l'urgence dans le bassin amazonien et décidé de prendre des mesures en la matière (certains peuples se sont eux-mêmes placés en isolement volontaire). Il y a néanmoins eu de très nombreux morts autochtones et les droits à l'éducation n'ont pas été respectés (pendant que les enfants des villes riches suivaient leurs cours sur Internet, les enfants autochtones, en quarantaine et/ou confinés dans leurs familles, étaient privés d'école durant plusieurs mois). Mirabal ajoute « si les États ne le font pas, alors nous demandons à l'ONU [Organisation des Nations Unies] de déclarer l'Amazonie zone de catastrophe sanitaire afin que l'aide humanitaire internationale puisse y entrer ».

### Appel à la lutte contre la criminalité
Mi 2020, Mirabal rappelle en outre que pendant ce temps de pandémie, en Colombie et au Brésil « les meurtres dus aux invasions de territoires indigènes et à la criminalisation due au conflit sur les ressources naturelles ont explosé, en plus du fait que l'exploitation minière illégale, et la déforestation n'ont pas cessé », devenant, avec le développement des infrastructures l'une des principales menaces pour l'Amazonie.
Selon le rapport de Global Witness 2019, les taux les plus élevés au monde  d’assassinats de défenseurs de l’environnement ont été enregistrés en Colombie et au Mexique, et 40 % des 212 écologistes assassinés dans le monde cette année-là appartenaient à des peuples autochtones.

### Appel au Fonds international de développement agricole
En 2019, José Gregorio Diaz Mirabal s'est centré sur la promotion des connaissances et des innovations des peuples autochtones pour la résilience climatique et le développement durable.
Alors que le bassin amazonien et sa forêt avaient plusieurs fois attiré l'attention internationale en raison d'un accroissement de la déforestation et des feux après l'arrivée au pouvoir de Jair Bolsonaro, Mirabal a participé à la réunion mondiale du Forum des peuples autochtones, et à une réunion du Fonds international de développement agricole (ou FIDA, fonds créé par les Nations unies), avec pour sa part, l'objectif, entre autres, que les représentants des peuples autochtones soient plus et mieux consultés aux niveaux locaux, nationaux et internationaux.
Il y a discuté de la situation affectant l'Amazonie et des implications pour les moyens de subsistance des peuples autochtones et pour l'humanité dans son ensemble. Gregorio y a appelé toutes les institutions universitaires et économiques à exploiter les ressources scientifiques et économiques et mettent en œuvre des actions urgentes, coordonnées et durables en faveur de la préservation de l'Amazonie. De son côté, le FIDA a reconnu le rôle des communautés autochtones dans la réponse au changement climatique.
Selon Mirabal : « Mère nature pousse actuellement un cri urgent, face à la violence que lui font subir les modèles de développement actuels qui reposent sur la violation de ses droits, mais nous sommes là pour défendre la Nature (...) Nous sommes ici pour porter un message d'urgence mais aussi d'espoir. Nous pensons que nous pouvons trouver des personnes dans le monde entier qui se joindront à notre mission de protection de l'Amazonie. Nous vous souhaitons la bienvenue dans ce dialogue et pour développer ensemble des actions en faveur de l'Amazonie ».

### Appel aux Nations Unies
En septembre 2020, il écrit une lettre ouverte aux dirigeants des Nations unies réunis (virtuellement en raison de la Covid-19) pour leur 75e Assemblée générale, alertant sur le « point de non-retour » et sur ce que souffre la Panamazonie, qui a des implications directes sur la sécurité climatique et l'alimentation mondiale. « Soyez honnête pour passer un bon moment » écrit-il,
« Nous vous demandons de laisser les discours vides et de vous engager à maintenir au moins 80 % de l'Amazonie debout et à faire reconnaître nos territoires afin que nous puissions sauvegarder au moins la moitié des terres au cours de la prochaine décennie. Nous n'avons que 10 ans pour reboiser et en même temps atteindre zéro déforestation. Ce sera difficile, mais pas impossible ».

Sa lettre se conclut par une question « L'Amazone crie, vous l'écoutez ? ».
À propos de la COVID-19, il écrit : « il est encore ironique que dans le 'poumon de la Planète' nous utilisons des masques pour faire face à la fumée pendant que nous cherchons à la contrôler ou à chercher des tubes à oxygène pour que notre peuple survive au cruel Covid-19. Les pandémies ne sont qu'un symptôme d'une planète malade qui a besoin de guérir. Il est urgent de rétablir l'équilibre et l'harmonie entre les êtres humains et la forêt amazonienne, et c'est pourquoi nous avons besoin d'un nouvel accord pour la Mère Forêt Amazonienne afin d'éviter plus de meurtres, plus de déforestation et d'incendies, et ainsi arrêter la sixième extinction et les pandémies qui ils prennent des millions de vies. Nous sommes l'Amazonie et sans notre vision du monde, le modèle de développement existant est irréalisable ».

### Rencontre avec le pape
En 2019, Díaz Mirabal estime que le pape « risque sa vie » pour l'Amazonie victime d'une grande insensibilité à son égard ; lui et d'autres cardinaux « sont pointés du doigt pour être de notre côté, du côté de la planète »
En 2020, en lien avec le Red Eclesial Pan Amazónica (REPAM, basé à Quito), invité par le pape François (qui avait peu avant également rencontré le chef Raoni), José Gregorio Diaz Mirabal a participé à un synode spécial, qui s'est tenu du 6 au 27 octobre 2019, dédié à l'Amazonie, au Vatican, où la question des solutions aux problèmes écologiques et sociaux de l'Amazonie a été au centre des discussions, mettant en avant l'importance d'impliquer les peuples autochtones amazoniens. Ce synode a mis en avant la notion de « péché écologique » et le pape a insisté sur le ressenti des autochtones face à la disparition de leur environnement. À la suite de ce synode et de son document final intitulé : Amazonie : nouveaux chemins pour l’Église et pour une écologie intégrale, le pape a publié Querida Amazonia (en français : « Amazonie bien-aimée »), une exhortation apostolique signée le 2 février 2020 et publiée le 12 février 2020. Après publication de cette exhortation, Mirabal a dit que ce texte lui donne « une raison d'espérer » dans les combats que mènent les peuples indigènes du Brésil notamment contre les multinationales cherchant à exploiter leurs terres, et que le pape est dans ce combat « un allié puissant ».

### Appel à l'UICN
À Marseille le 5 septembre 2021, Jose Gregorio Diaz Mirabal, au nom des communautés autochtones amazoniennes, via une motion déposée en procédure d'urgence, a officiellement demandé à l'UICN et au Congrès mondial de la nature de se prononcer sur la première des revendications du Congrès des organisations autochtones du bassin amazonien : protéger 80 % de l'Amazonie avant 2025. J.G.D Mirabal a expliqué : « Chaque année, l'Amazonie perd plus de 10.000 km2. C'est ça l'urgence, pas seulement pour nous mais pour le monde entier ».

## Liens avec la communauté scientifique
La dégradation des forêts tropicales en fait une source nette de carbone, qui alimente la bombe climatique, de manière exacerbée par des sécheresses inhabituelles, et de nouveaux modes de déforestation.

Depuis le Sommet de la terre de Rio (juin 1992) les preuves scientifiques que le strict respect des aires naturelles protégées (ANP) et des territoires et droits des peuples autochtones amazoniens sont le meilleur moyen et une condition nécessaire à la préservation de la forêt (contre les incendies notamment) et de son rôle de puits de carbone progresse,,,.
José Gregorio Diaz Mirabal a été co-auteur de plusieurs articles scientifiques,,.
L'un de ces articles confirme que durant des décennies, les peuples autochtones et les communautés locales amazoniennes (CLA), par leur présence et leurs actions ont freiné la déforestation et les émissions de gaz à effet de serre (GES) associées. Aujourd'hui encore les émissions de GES sont bien moindre dans les territoires autochtones (TA) et dans les aires naturelles protégées (ANP) que hors de ces zones,. Une étude récente a montré qu'en 2016, les TA et les ANP stockaient plus de la moitié (58 % ; 41 991 MtC) du carbone de la région des 9 pays, comptant pour 10 % (-130 MtC) du changement net (-1 290 MtC).

Cependant, près d'un demi-milliard de tonnes de carbone ont été perdues dans ces TA et ANP (-434 MtC et -423 MtC, respectivement). La dégradation et les perturbations expliquent plus de 75 % des pertes de carbone pour sept pays de la région. La déforestation et la dégradation expliquant 47 % de ces émissions de CO2 de la région. Il semble urgent de protéger le service environnemental mondial rendu par les modes de vie autochtones et respectueux de la forêt conclut l'étude.
Cependant un défrichement insoutenable (non-durable) des forêts progresse dans la région des neuf pays amazonien, et d'autre part des processus globaux plus discrets (et donc souvent négligés) de dégradation des écosystèmes forestiers vulnérabilisent ces TI et les ZNP amazoniens, diminuant leur intégrité écologique et dégradant leurs fonctionnalités écologiques (de stockage du carbone notamment). On constate aussi, au Brésil par exemple, un affaiblissement des dispositifs de protections de l'environnement, ainsi qu'un affaiblissement des droits fonciers autochtones et de l'État de droit, trois éléments qui combinés constituent une menace existentielle pour les peuples autochtones, leurs ressources et leurs territoires. Selon les auteurs, il est urgent d'inverser cette tendance, ne serait-ce que pour que l'Accord de Paris sur le climat puisse porter ses fruits.